# Commendatore
Det italienske ord commendatore betegner oprindelig en standsperson, som forvalter en ridderordens jordegods. Senere er ordet gået over til at være en ren ærestitel.
Titlen svarer til tysk Komtur. Den nærmeste danske oversættelse er "kommandør".
I Mozarts opera Don Giovanni er Donna Annas fader Il commendatore. Ved opførelser på dansk kaldes han – mindre 
heldigt – "kommandanten", hvad der let kan misforstås, som om han var Sevillas militære kommandant.